# 朱厝崙
朱厝崙為臺灣臺北市中山區一地名。清治、日治時期設有朱厝崙庄，後改為不設町的郊區「大字」，南邊為上埤頭、北邊為下埤頭、西側為中庄子、東側為中崙。範圍大致在復興北路以西，松江路以東，民生東路以南，長安東路以北的區域。
字面解釋為「有朱姓人家大厝的小土丘」。但根據資料記載，現在「朱崙」這一帶的老住戶只有周姓，而無朱姓人家；且《乾隆臺灣輿圖》及《續修臺灣府志》皆出現地名周厝崙，可能是諧音轉變，清光緒年間的《淡水縣輿圖略說》才變為「朱厝崙」。

## 交通
臺北捷運松山新店線通過本區中部，設有：
- 松江南京站
- 南京復興站（主要站體位於中崙[1]，僅西側出口1、2位於本區境內）[a]

## 學校
- 臺北市中山區中正國民小學（舊稱朱厝崙公學校、中園國民學校）
- 臺北市立中山女子高級中學（舊稱第三高等女學校，原址位於西門町，1937年遷至本區）
- 臺北市立大同高級中學
- 臺北市私立中興高級中學
- 國立臺北大學建國校區